# Lubna Agha
Lubna Agha (2 de mayo de 1949 - 6 de mayo de 2012) fue una artista estadounidense de origen pakistaní que vivió en Brookline, Massachusetts.
Su arte evoca un diálogo entre las formas y prácticas modernas-abstractas y las tradicionales en la pintura islámica. Su obra trabaja con imágenes visuales que formaron parte de la vida cotidiana pero que ahora son una parte de la historia -desde lugares tan alejados geográficamente como Asia meridional y el Norte de África. Pinta principalmente sobre lienzo y madera, aplicando un infinito número de píxeles pintados y formas orgánicas que evocan los mosaicos, tallas intrincadas y obras de metal ornamentadas.
Su obra se ha expuesto en museos y galerías de arte en Pakistán y los Estados Unidos, así como en el Reino Unido, Japón, Jordania, y Suiza.
Las pinturas de Lubna forman parte de las colecciones permanentes en la Colección Asiática del Museo de Bradford Museum, en el Reino Unido; Consejo Nacional de las Artes, Pakistán, y la Galería Nacional de Bellas Artes de Jordania.
La Fundación del Museo de Arte Moderno, Pakistán, publicó un libro sobre esta artista, escrito por Marcella Nessom Sirhandi, en 2007. Se titula Lubna Agha: Puntos de referencia.
Lubna Agha falleció por complicaciones derivadas de cáncer de vesícula en su casa de Brookline el 6 de mayo de 2012.

## Exposiciones individuales
- 2012 Points of Reference: Paintings Cite Islamic Visual Legacy: Galería de arte Gardiner, Stillwater OK
- 2007 Galería International Visions, Washington D. C.
- 2001 Galería Chawkandi, Karachi, Pakistán
- 1996 Galería Chawkandi, Karachi, Pakistán
- 1991 Galería Himovitz Solomon, Sacramento, California
- 1987 Galería Indus, Karachi, Pakistán
- 1985 Galería Djurovich, Sacramento, California
- 1983 Rara Avis, Sacramento, California
- 1981 Galerías Alta, Sacramento, California
- 1981 Galería Stuart/Scott, Fair Oaks, California
- 1980 Galería Indus, Karachi, Pakistán
- 1976 Galería de Arte Contemporáneo, Rawalpindi, Pakistán
- 1975 Galería de Arte de Pakistán, Lahore, Pakistán
- 1973 Galería Indus, Karachi, Pakistán
- 1972 Galería de Arte Contemporáneo, Rawalpindi, Pakistán
- 1971 Consejo de Artes de Pakistán, Karachi, Pakistán
- 1969 Centro cultural americano-pakistaní, Karachi, Pakistán